# سریه علی بن ابی‌طالب (فلس)
سریه علی بن ابی‌طالب به سمت فلس یکی از جنگ‌های صدر اسلام است که در اوت سال ۶۳۰ میلادی مصادف با ماه ربیع‌الثانی سال نهم هجری قمری، به فرمانده‌ای علی بن ابی‌طالب اتفاق افتاده‌است. در این جنگ، سپاه اسلام برای نابودی بت قبیله طی به نام فلس به این جنگ، تن داده‌است.

## قبیله طی
قبیله طی را بت پرستان و جمعیتی از مسیحیان تشکیل می‌دادند. به گفته دائرةالمعارف اسلام، رئیس قبیله طی، حاتم طائی بود که به سخاوت شناخته و به عنوان یک قهرمان و الگوی عرب شهرت داشت. وی در عقاید مذهبی مشرکانه خویش، سخت و متعصب بود.

## نبرد
محمد برای نابودی بت بزرگ قبیله طی که فلس نام داشت، علی بن ابی‌طالب را به همراه ۱۵۰ مرد جنگی به سمت قبیله طی فرستاد. از بین لشکریان اسلام، ۱۰۰ نفر سوار بر شتر و الباقی سوار بر اسب بودند. در این سریه، علی بن ابی‌طالب به عنوان فرمانده، با یک پرچم سفید و یک پرچم سیاه، در جلو حرکت می‌کرد. پیش از حمله مسلمانان، عدی بن حاتم (فرزند حاتم طائی) که رئیس قبیله طی بود، به سمت سوریه گریخت. مسلمانان نیز در سپیده دم حمله را جهت تخریب بت فلس آغاز کردند و تعداد زیادی شتر و گوسفند به غنیمت گرفتند. همچنین تعدادی از اهالی قبیله نیز از جمله دختر حاتم طایی نیز به اسارت درآمد.
پس از آنکه اسراء نبرد به مدینه رسیدند، دختر حاتم به محمد گفت که: با من مهربانی کن تا خداوند با شما مهربانی کند، محمد نیز درخواست او را اجابت نکرد، وی سه مرتبه درخواستش را تکرار کرد تا در مرتبه سوم، محمد وی را آزاد کرده و به وی یک اسب داد تا بتواند به سمت برادرش برود. در منابع تاریخی از بازگشت عدی بن حاتم به مدینه و گفتگو با محمد یاد کرده‌اند. سرانجام این گفتگو با محمد، سبب شد تا عدی بن حاتم اسلام را بپذیرد و مجدداً رئیس قبیله خود گردد و تمام قبیله به اسلام گرایش پیدا کردند.